# 博茨瓦纳历史
博茨瓦纳历史包括博茨瓦纳从19世纪与欧洲人接触之前、殖民地时期及独立后的历史。

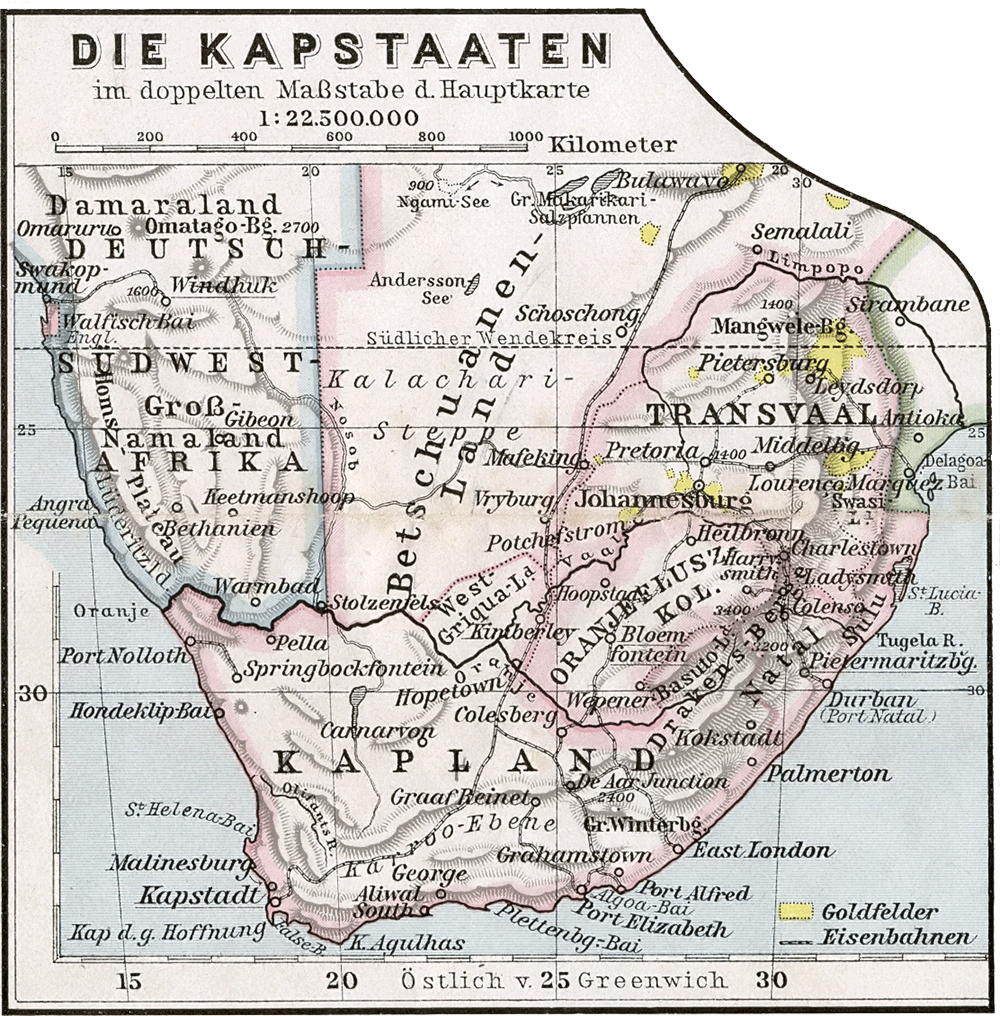
1905年德国的地图显示未分割的贝专纳地区

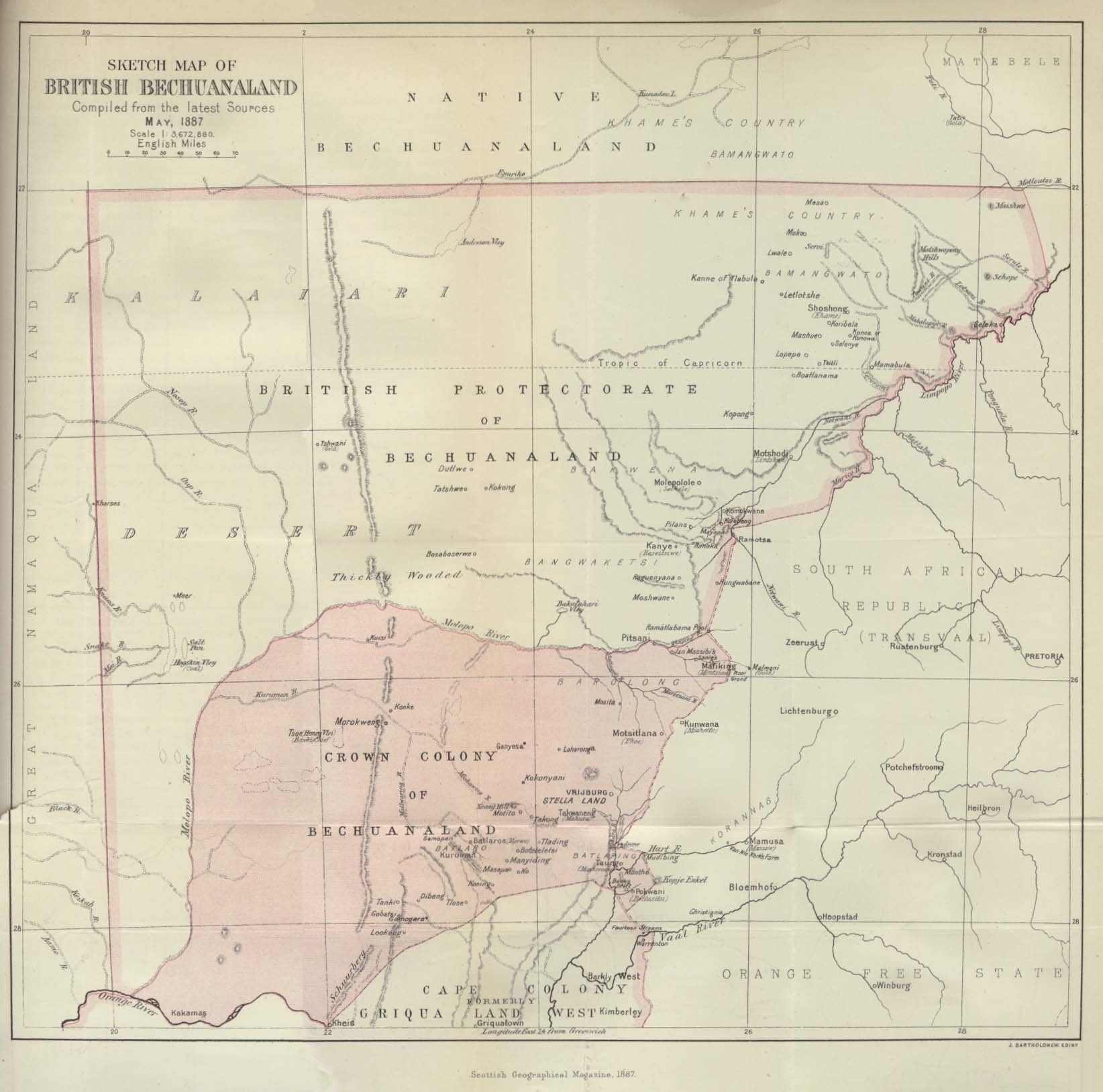
1887年地图显示英属贝专纳

## 欧洲接触前历史
在公元200至500年的某个时候，班图人从加丹加地区（今刚果民主共和国和赞比亚一部分）跨过林波波河进入南非地区。共有2大波移民进入南非，分别是恩古尼-索托语，茨瓦纳语。前者在东部沿海地区，后者则主要在南非中部地区。至约1000年，班图人在东半部南非的迁徙几乎完成。
13～14世纪，茨瓦纳人由北方迁居于此。
在欧洲人的到来之前，博茨瓦纳地区居住着部落的农牧民。

## 贝专纳保护地
在1885年时，为了避免被南边邻国南非境内荷兰裔的布尔人并吞，英国应该地区的民众要求建立了贝專纳兰保护国，而成为联合王国的一部份。